# Marcel Vacher
Pour les articles homonymes, voir Vacher (homonymie).
Marcel François Louis Vacher, né le 24 décembre 1858 à Moulins (Allier) et mort le 10 juin 1919 à Montmarault (Allier), est un homme politique français.

## Biographie
Propriétaire, avocat à Montluçon, il est maire de Montmarault de 1885 à son décès, conseiller général et député de l'Allier de 1895 à 1898, inscrit au groupe des Républicains progressistes.
Membre de la Fédération républicaine d'Eugène Motte, Vacher assiste à l'assemblée générale de ce parti le 7 décembre 1904.
Il était officier de la Légion d'honneur et commandeur du Mérite agricole.